# World Events Production
World Events Production (WEP) è uno studio di animazione e distribuzione statunitense fondata da Ted Koplar a St. Louis nel 1980; la compagnia è conosciuta per la creazione della serie di animazione nippo-americana Voltron: Difensore dell'universo, Sceriffi delle stelle e Ti voglio bene Denver.